# 早坂まき子
早坂 まき子（はやさか まきこ、1981年9月7日 - ）は、フリーアナウンサー、元仙台放送のアナウンサー。東京都品川区出身。身長155cm。血液型B型。祖父が宮城県出身である。

## 略歴
- 2000年 日本女子大学附属高等学校を卒業。
- 2001年 清泉女子大学文学部に入学。
- 2002年 ミス清泉女子大学に選出。
- 2004年 清泉女子大学文学部を卒業。
- 2005年 仙台放送に入社。
- 2011年4月30日に仙台放送を退社。退社と同時に「早坂まき子」に改名。後に、山蔭ヒーロ主宰のアナウンサー事務所「ローカルドリームプロダクション」立ち上げに参画。

## 人物
- 元東北放送の安東理紗アナウンサーと親しい。安東のブログでは「(早坂さんは)いつも部屋に花を飾っている、とても女らしい人」と記している。
- 宝塚歌劇団のファンであり、自身も入団を目指し宝塚音楽学校を3年続け受験。いずれも最終面接にまで進むも、合格を果たせなかった。
- 仙台放送退社前の2011年3月、東日本大震災に遭遇し、アナウンサーとして現場の惨状を刻々伝えた。その経験を生かし、2011年8月よりジュピターテレコム系関東地区ケーブルテレビで「週間ボランティア情報"みんなのチカラ"」の司会を担当。震災復興のための市民の取り組みを自ら取材・紹介し、復興ボランティア活動への協力を呼びかける。
- 2012年5月に入籍したことをブログで発表した。
- 日本女子大学の付属の小中高、清泉女子大学と13年間女子校で学生時代を過ごした。
- ギネス世界記録の認定員の資格も持っている。
- 2012年9月より母校の清泉女子大学で非常勤講師として音声表現について教えている。

## 出演

### フリー時代
- J:COM関東ほか、首都圏ジュピターテレコム系列のケーブルテレビ番組「週間ボランティア情報"みんなのチカラ"」総合キャスター

局アナ時代、自ら震災の惨状を目の当たりにした早坂と、ボランティアライターの筑波君枝が、実際に関東を中心とした各地で取り組まれている震災復興のためのボランティア活動や復興へ向けたイベントなどをレポートする番組で、2011年8月より2012年3月まで配信。関東以外の視聴者もYouTubeにて視聴可能
月曜日夕方更新。（YouTubeは関東地区でのCATV配信後の配信となるため若干時差が生じる）
- 第93回全国高等学校野球選手権大会・神奈川県代表決定戦（RFラジオ日本　2011年7月　ベンチ・応援席情報）
- 東北コレクションの司会(2012年10月)

### 仙台放送時代
- 仙台放送スーパーニュース
- ジュニ体操（ミニ番組）
- BSフジ BJリーグ中継(仙台89ERSのベンチレポーター)
- 名取市・市制50周年記念番組　もうひとつの熊野古道(2008年12月13日放送)
- スポルたん!
- 速報スポルたん!
- 情報ライブMovin'
- FNSの日26時間テレビ2009超笑顔パレード FNS27局対抗三輪車12時間耐久レース局代表（2009年7月25～26日放送・レースでは見事に優勝を果たす）
- めざましテレビ公認 わがまま!気まま!旅気分『鉄ちゃんと行く！東北ローカル鉄道・あったか冬の旅』(2010年2月20日)
- せんだいデザインリーグ2010 卒業設計 日本一決定戦(2010年4月29日、DVD発売中)
- とんねるずのみなさんのおかげでした(2010年4月29日、矢島美容室の映画PR大使の仙台放送代表)
- めざましテレビ公認・わがまま！気まま！旅気分 こうちゃんと行く!青森・食べつくしの 旅(2011年2月5日)
- せんだいデザインリーグ2011 卒業設計 日本一決定戦（2011年4月29日、DVD発売）
- 映画「大奥」 (フジテレビ系列各局から女子アナ出演した際の仙台放送代表)